# Charlie Scott
Charlie Scott (Nova Iorque, 15 de dezembro de 1948) é um ex-jogador de basquete norte-americano que foi campeão da Temporada da NBA de 1975-76 jogando pelo Boston Celtics.